# 北森郁子
北森 郁子（きたもり いくこ、1963年3月10日 - ）は、日本の陸上競技選手。専門は円盤投。円盤投の元日本記録保持者・元日本学生記録保持者。奈良県出身。奈良県立橿原高等学校、天理大学卒業。

## 来歴
1979年、インターハイで40m00をスローし2年生ながら3位入賞を果たす。
1980年、インターハイで42m94を投げ初優勝。高校卒業後は天理大学に入学。1年生時の1981年こそ日本インカレで鈴木仲子に不覚を取り準優勝に終わったが、翌1982年の日本インカレから卒業する1984年の日本インカレまで3連覇を果たした。また、3年時から日本選手権で2連覇を果たした。
1984年の関西学生選手権では、52m08の日本新記録を樹立した。1985年に大学を卒業した後は、教員となり、奈良県立添上高等学校に奉職。就職後も国内では負け知らずの状況が続き、1983年から日本選手権で11連覇を果たした。1987年には56m08の日本新記録を樹立した。この記録は、1999年に室伏由佳によって破られるまで12年間日本記録として残った。
日本記録と日本学生記録は室伏によって破られたが、いまだに奈良県記録保持者、近畿記録保持者、関西学生記録保持者、近畿陸上競技選手権大会記録保持者、関西実業団陸上競技選手権大会大会記録保持者、兵庫陸上競技選手権大会記録保持者である。
現在は奈良県立高取国際高等学校教諭として後進の指導にあたっている。
かつて高校生ながら男子短距離200mで日本記録(20秒57=現200m高校記録)を樹立した高橋和裕は、北森の教え子であり、1994年広島アジア競技大会に師弟揃って出場した。